# Tōfuku-ji
 (novembre 2021).
Si vous disposez d'ouvrages ou d'articles de référence ou si vous connaissez des sites web de qualité traitant du thème abordé ici, merci de compléter l'article en donnant les références utiles à sa vérifiabilité et en les liant à la section « Notes et références ».

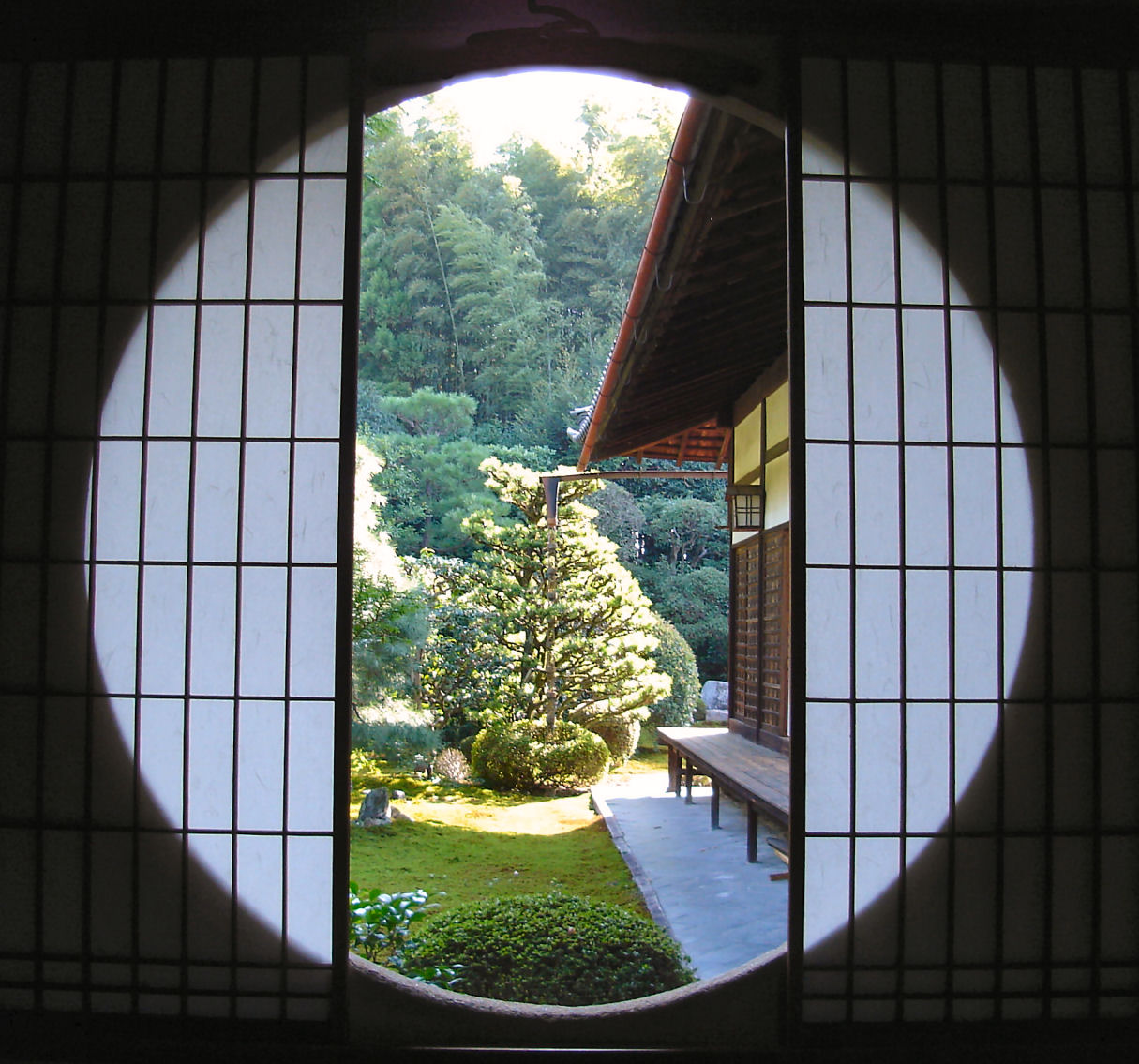
Vue du Zunantei.

Le Tōfuku-ji (東福寺) est un temple bouddhiste de l'arrondissement de Higashiyama-ku au sud-est de Kyoto, au Japon. Il a été fondé par Enni en tant que siège de l'école Rinzai de la tradition du bouddhisme zen japonais. Il fut construit entre 1236 et 1255 sur les ruines du Hosshō-ji, appartenant aux Fujiwara. C'est le quatrième des gozan (五山, cinq grands temples) de Kyōto.

## Histoire

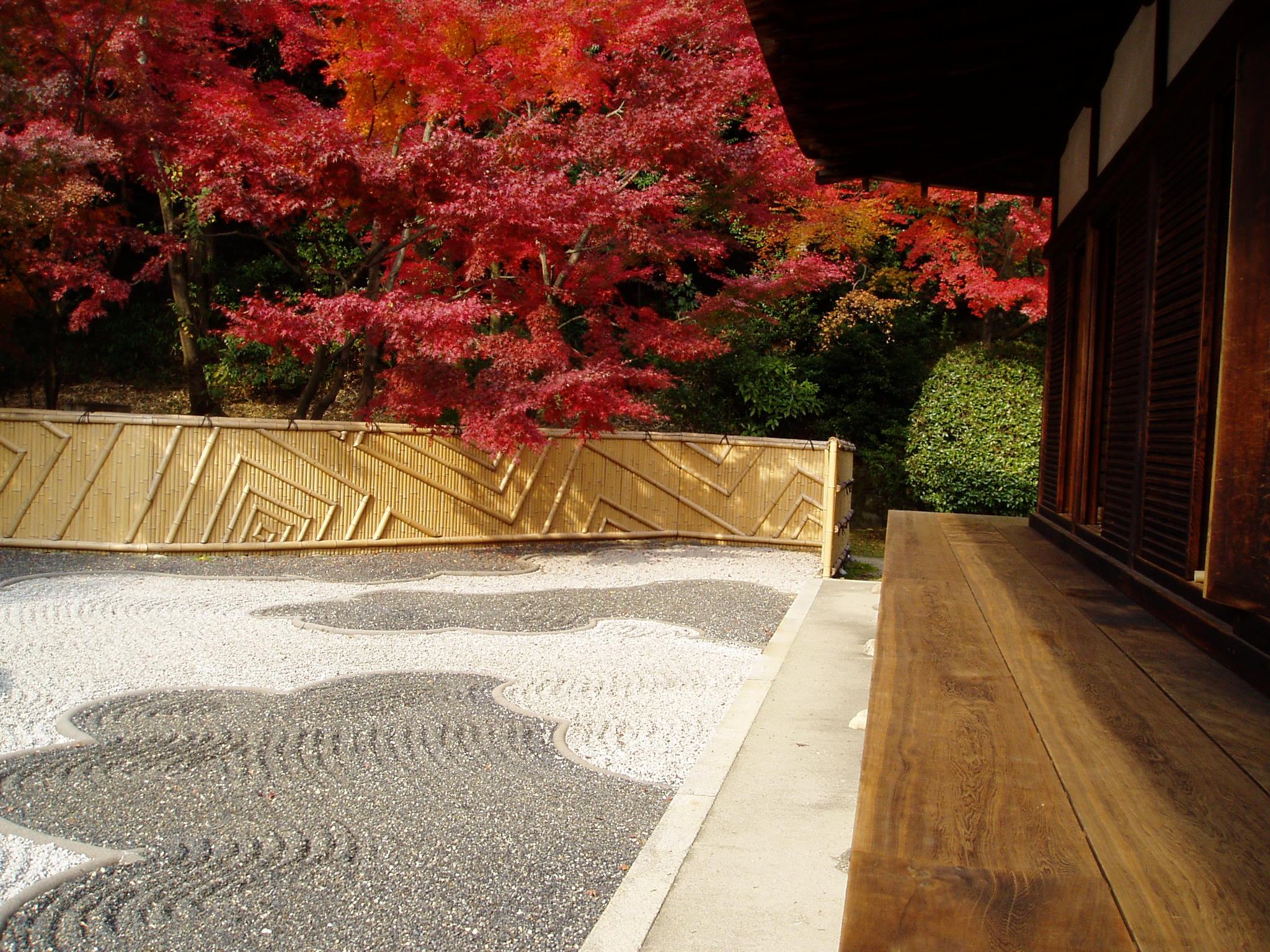
Jardin ouest du hōjō, ryōginan.

Le moine Enni (1202-1280), également connu sous son nom posthume Shōichi Kokushi (聖一国師), rapportera de son apprentissage en Chine auprès du moine Wuzhun Shifan (en japonais : Bujun Shiban, 1177-1249), entre 1235 et 1241, une forme dérivée du Rinzai, la branche Shōichi, dont le Tōfuku-ji sera le siège. Il y ramènera également un portrait de son maître, offert par ce dernier lors de son séjour en Chine et qui y est encore conservé. C'est l'un des plus anciens portraits chan chinois parvenus au Japon et il fut un modèle fidèlement imité par la suite.
Le Tōfuku-ji fut de nombreuses fois détruit, notamment en 1319, en 1334 et en 1881. Il fut partiellement reconstruit en 1347, après les incendies de 1319 et de 1334 et un certain nombre de dirigeants politiques (Fujiwara, Ashikaga, Toyotomi Hideyoshi, Ieyasu Tokugawa…) y firent construire de nouveaux bâtiments par la suite.
L'école de peinture Kanō-ha (狩野派) a également travaillé au Tōfuku-ji. Kanō Takanobu (1571-1618) y complète, à la demande de l'empereur Go-Yōzei, la série des cinquante peintures représentant les Cinq Cents Rakan commencée par Minchō.

## Structures

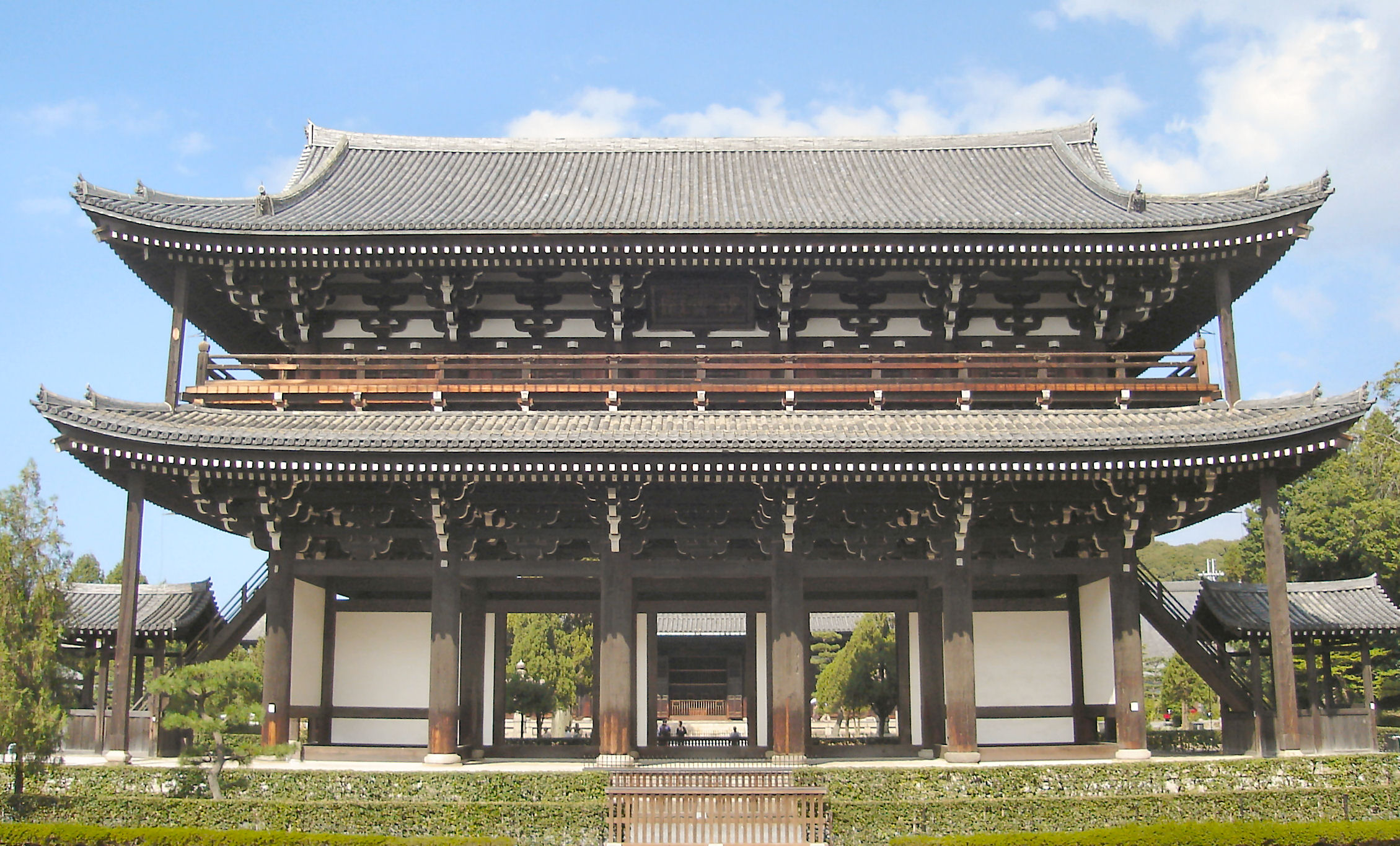
Le sanmon.

De nombreuses structures du Tōfuku-ji ont été classées comme « importantes propriétés culturelles ». Parmi elles :
- le butsuden (仏殿?), salle de Bouddha), reconstruit en 1932-1934 ;
- le yuya date du XVe siècle ;
- le sanmon (三門?), porte principale) date de 1236 et contient des sculptures de Jōchō et des peintures de Minchô. Il est considéré comme le plus ancien sanmon du Japon ;
- le zendō (禅堂?) date de 1347 ;
- le funda-in (芬陀院?) est un jardin de pierre et de sable dessiné par Sesshū ;
- le ryū-in est un jardin zen créé par Mirei Shigemori en 1939 ;
- le hōjō (方丈?) a été reconstruit en 1890.

Le complexe actuel du Tōfuku-ji compte actuellement 24 bâtiments, mais, dans le passé, leur nombre atteignit 53 structures. Il abrite de nombreuses collections de sculptures, peintures, calligraphies.

### Articles connexes

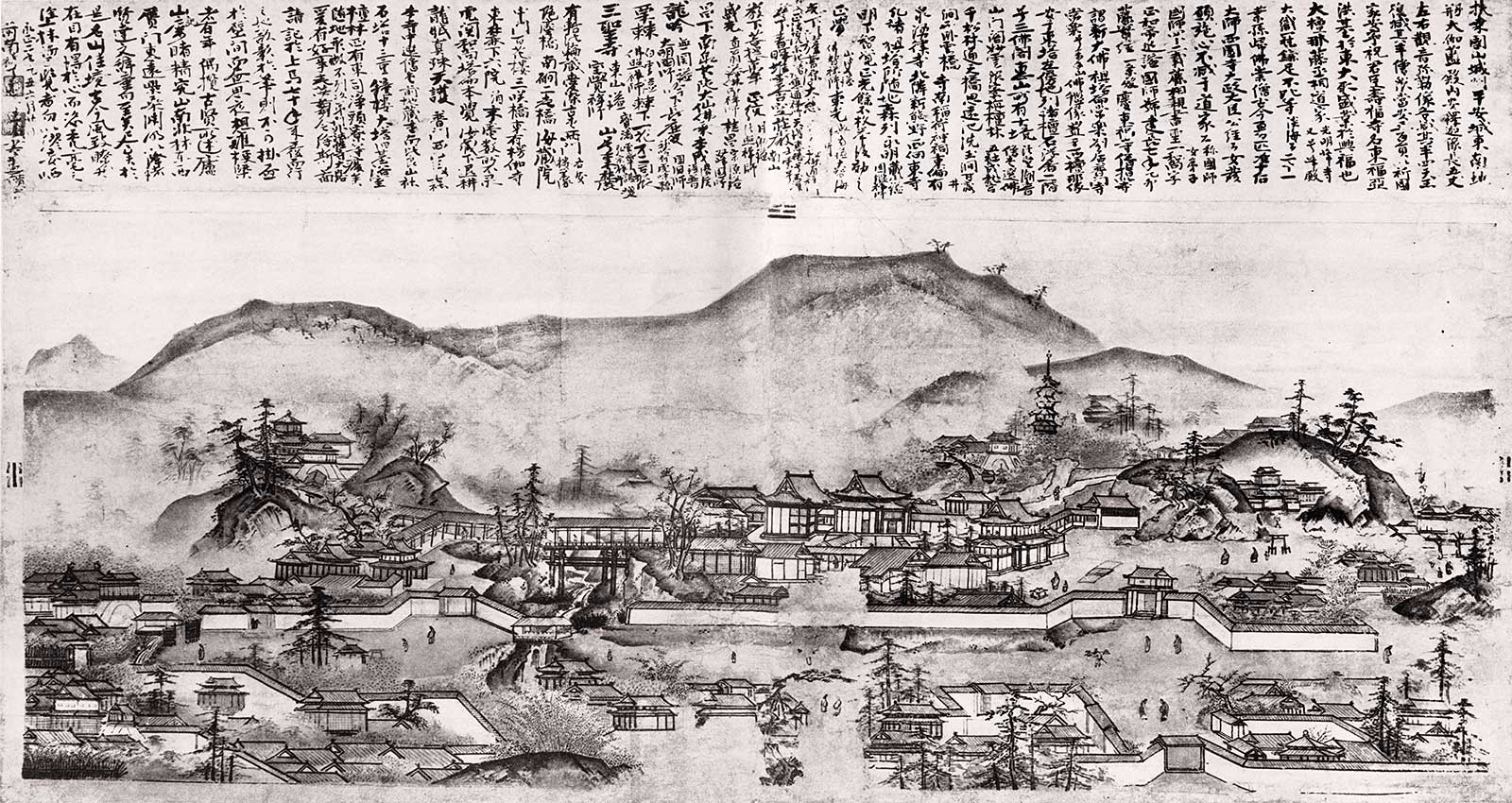
1505.
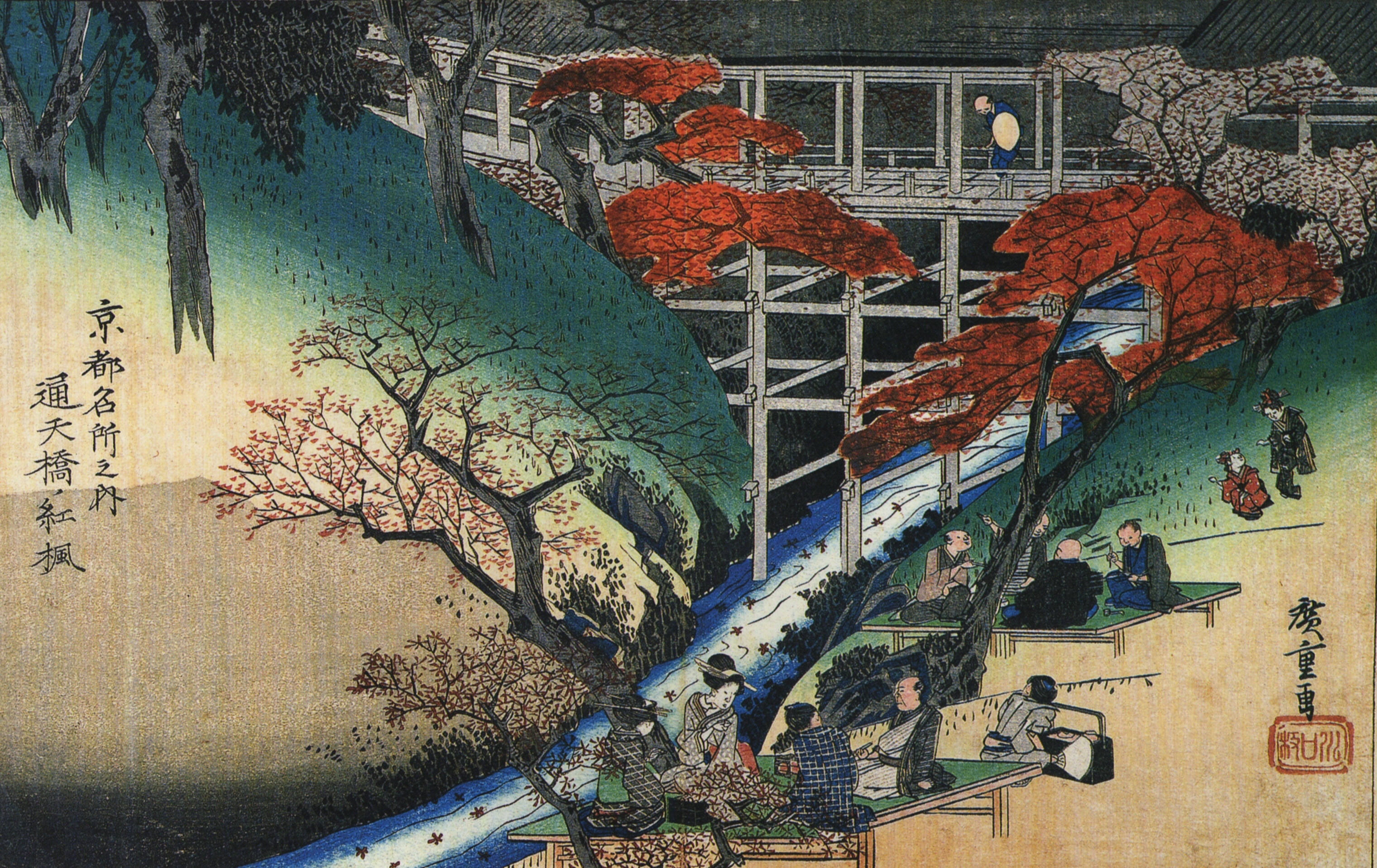
Hiroshige.
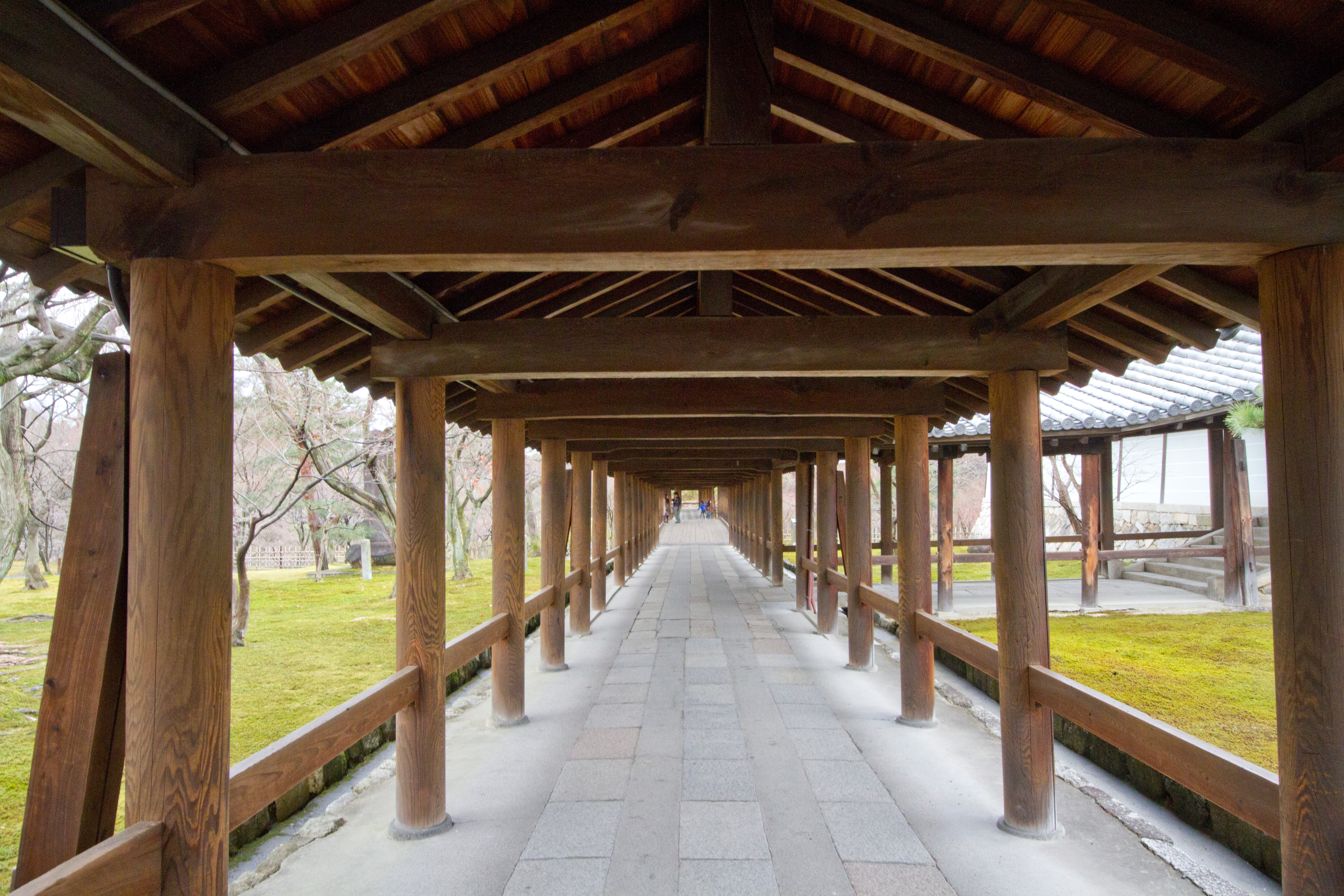
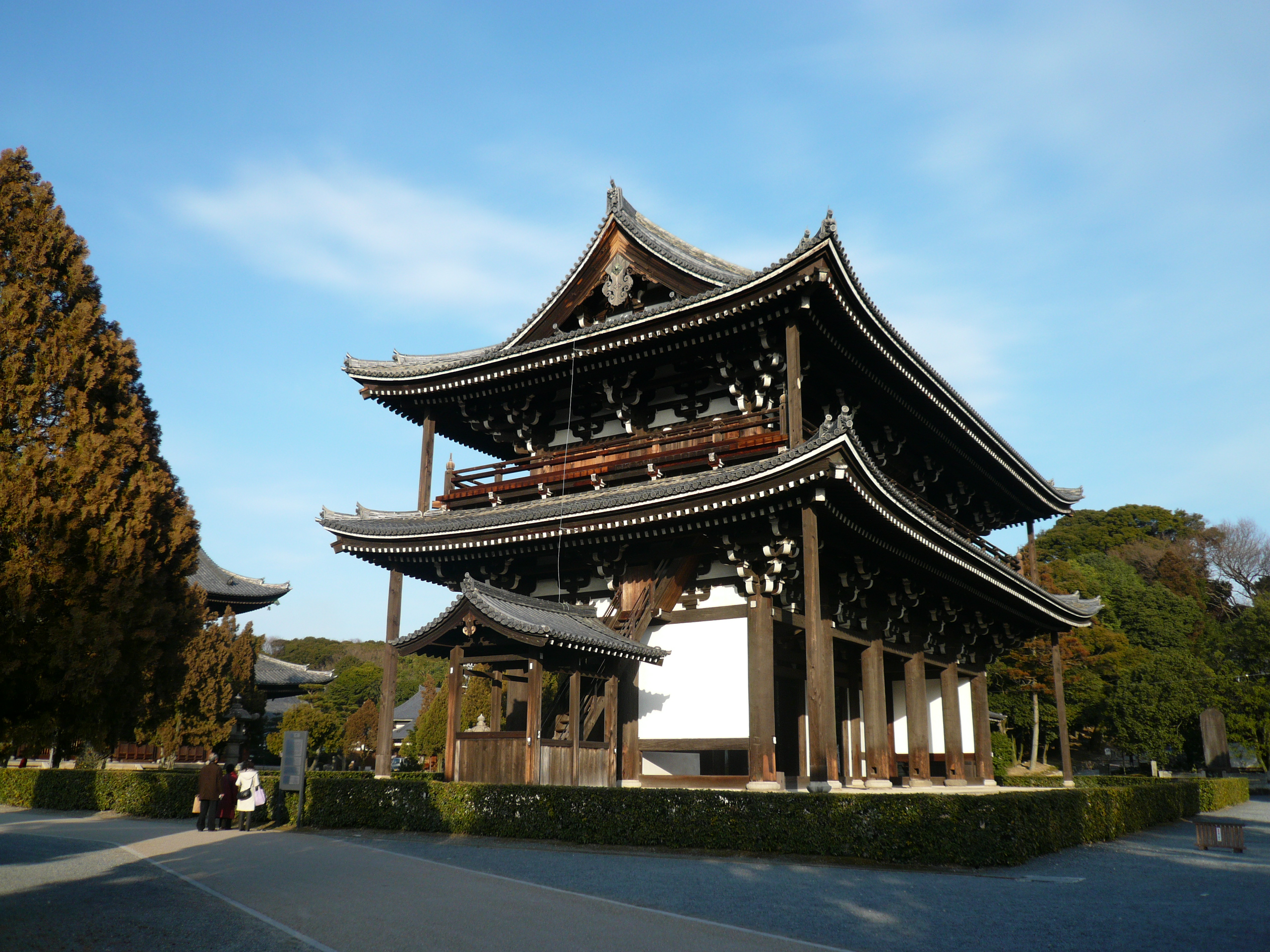
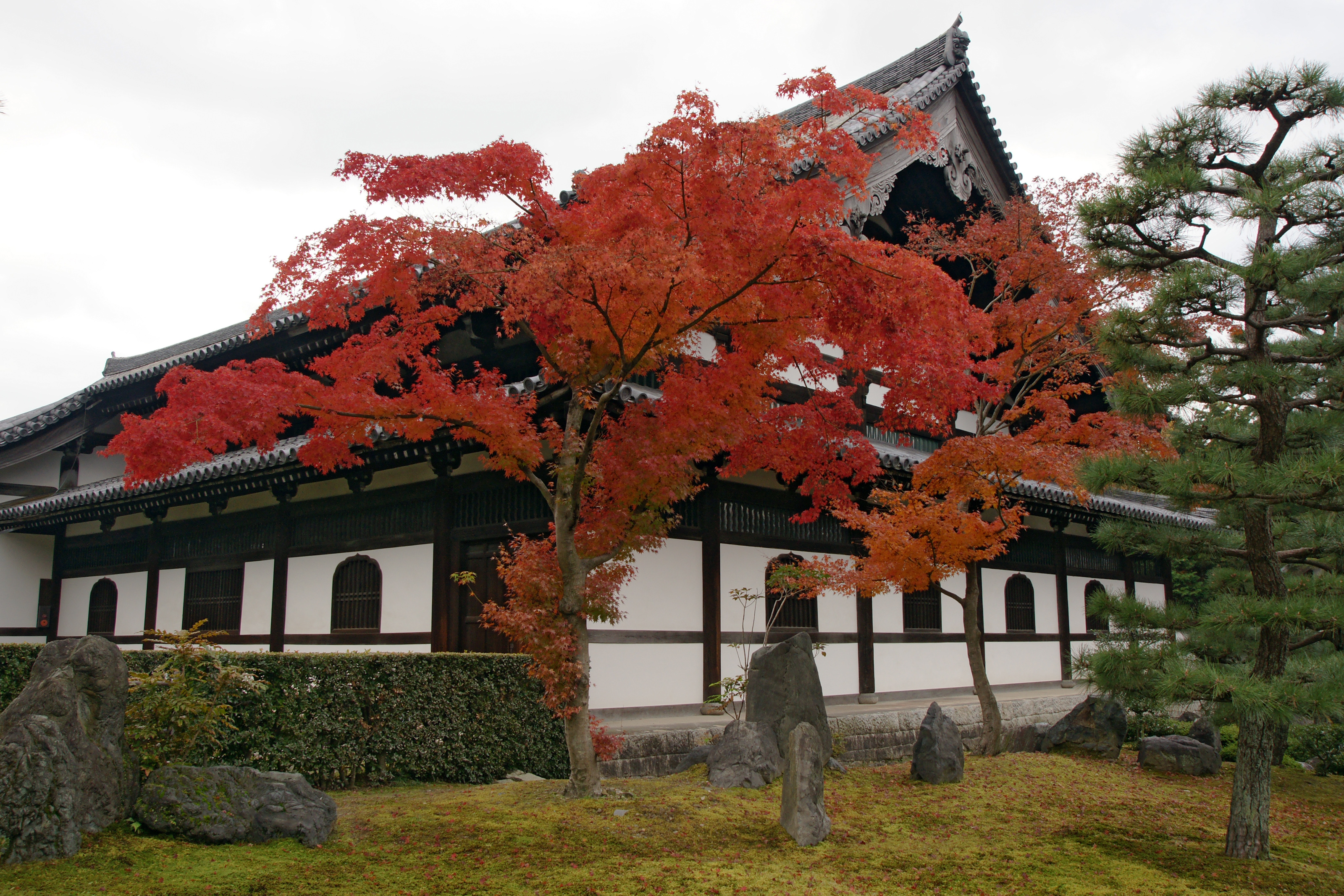
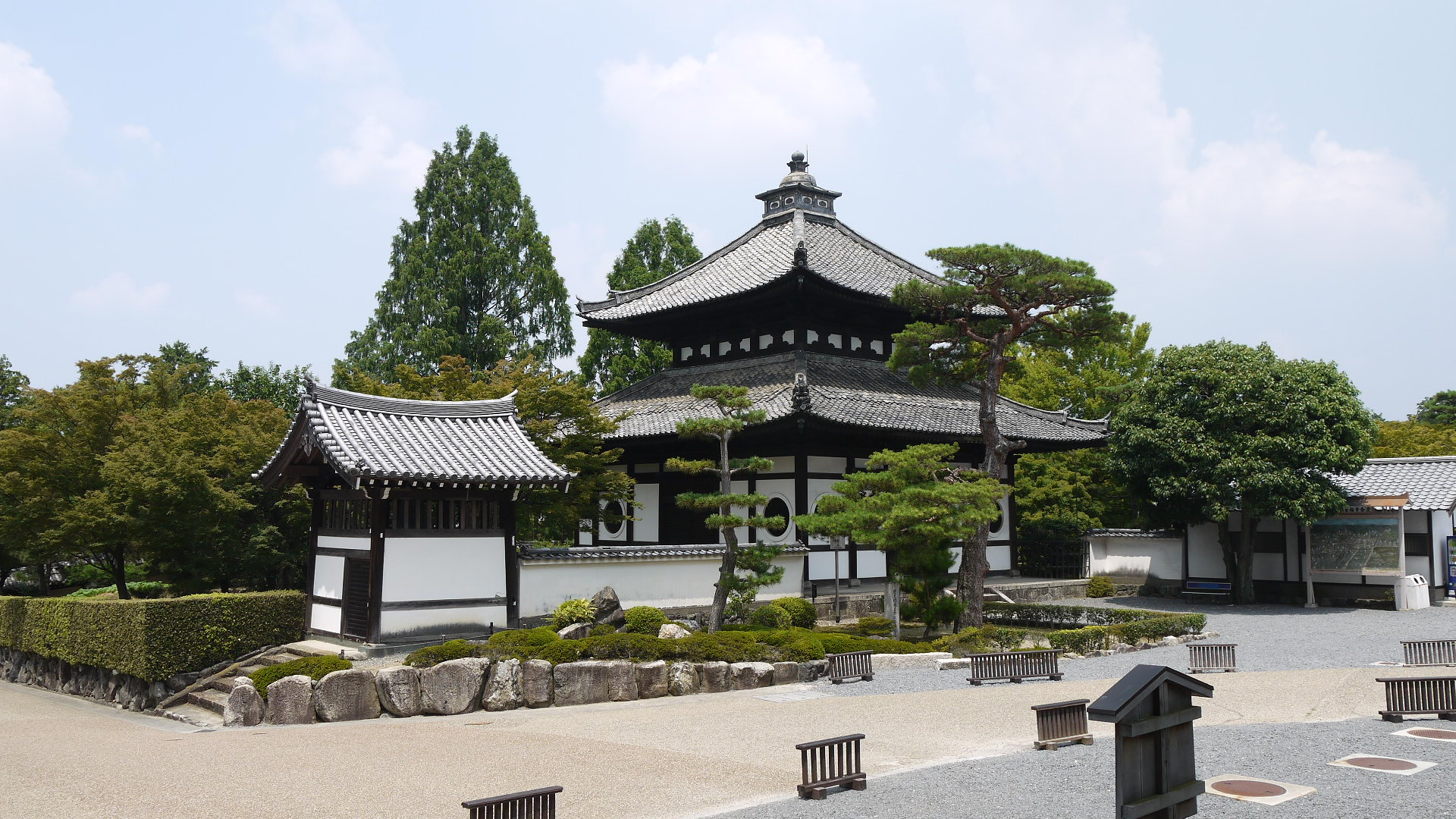
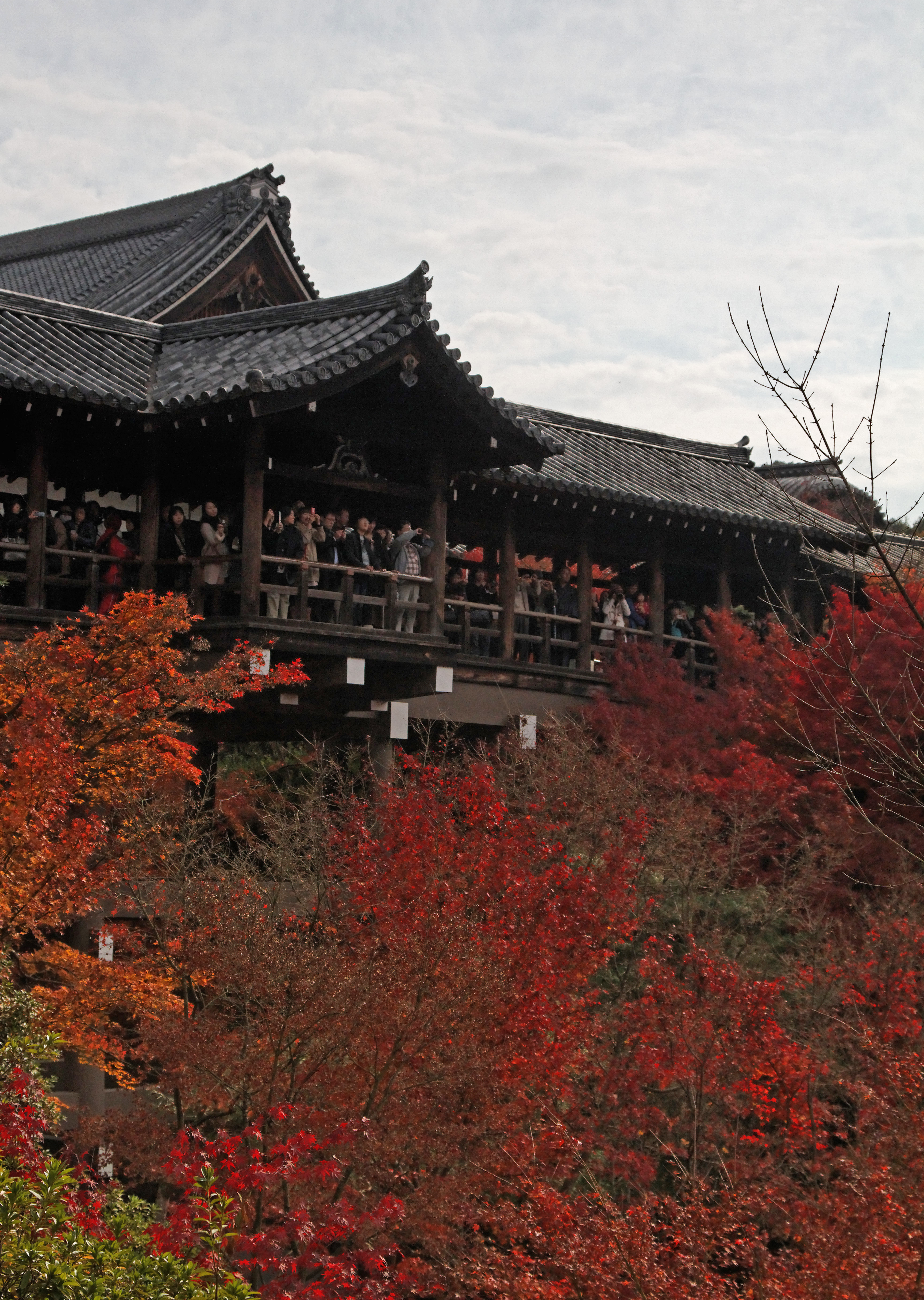
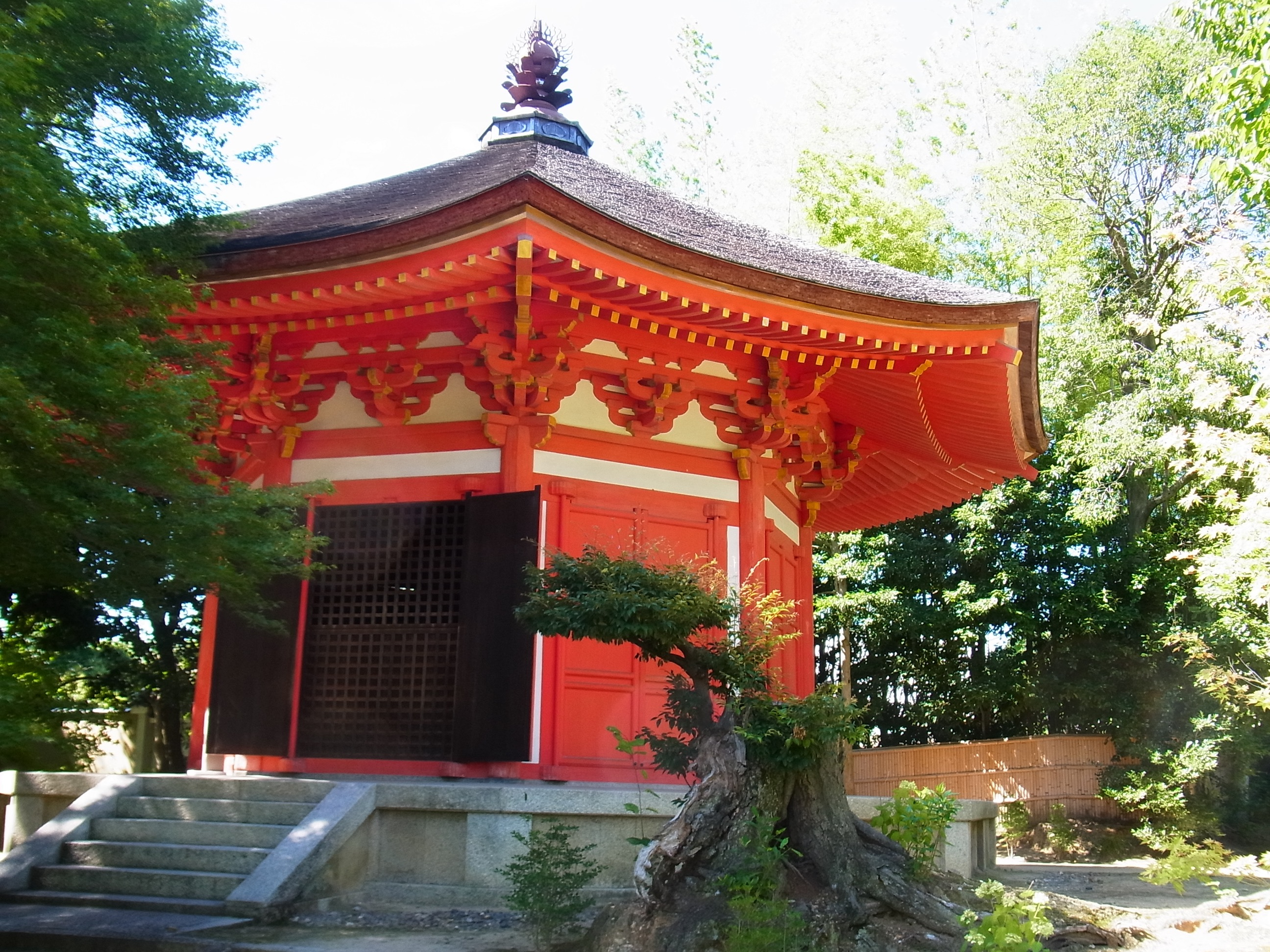
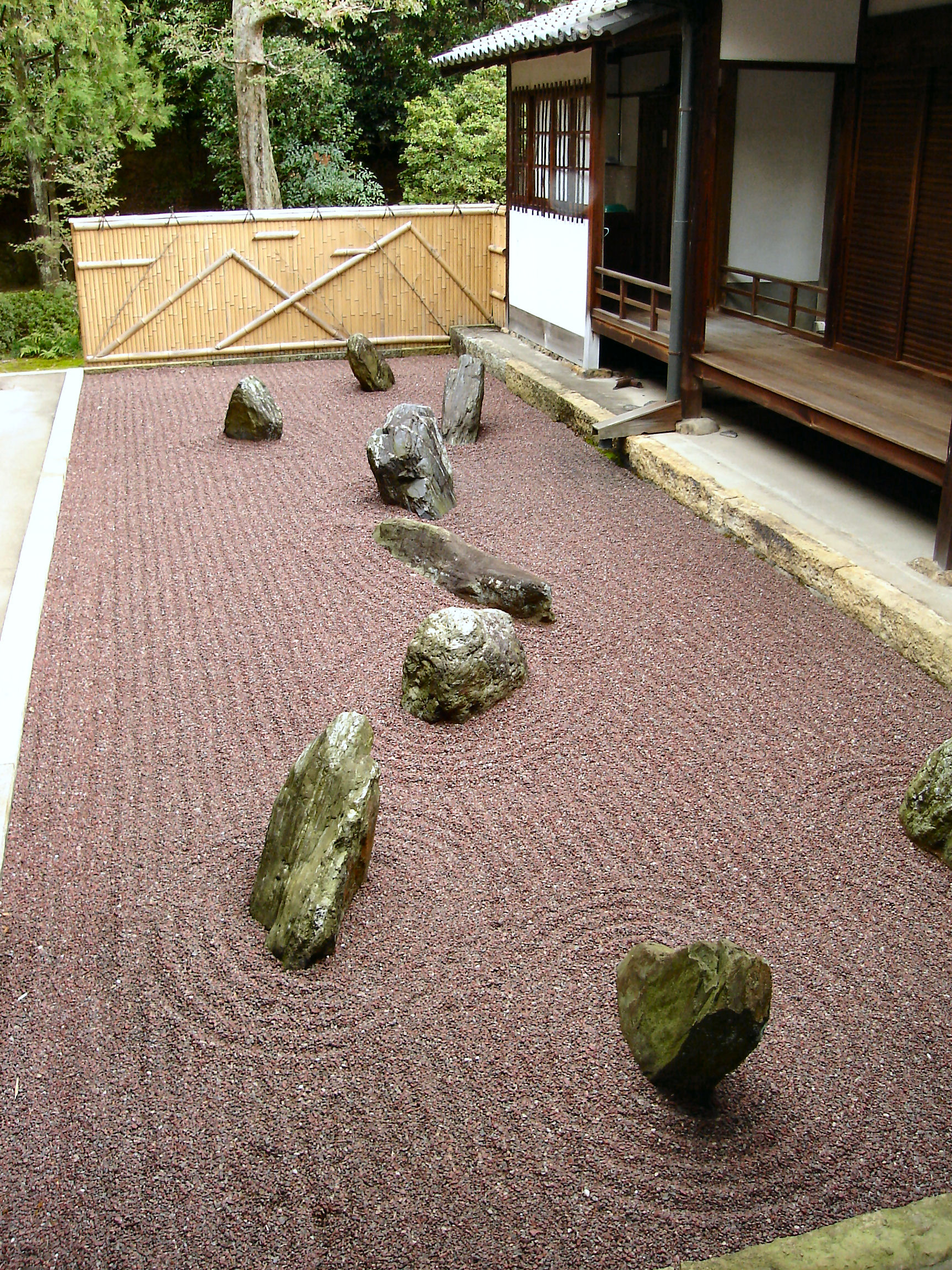
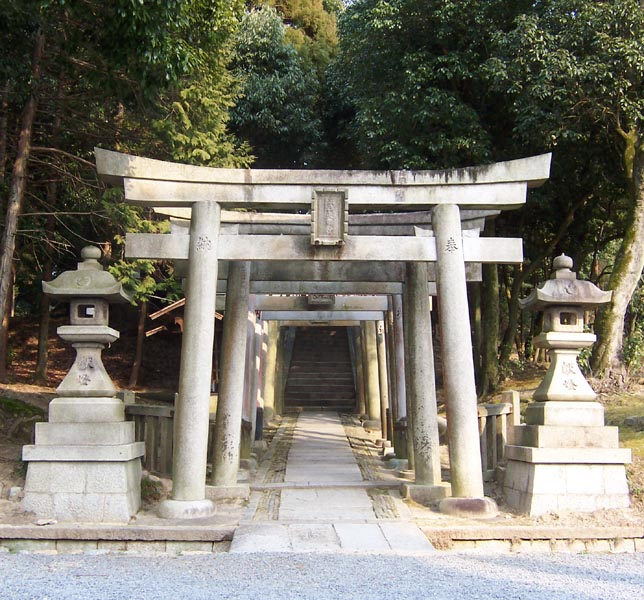
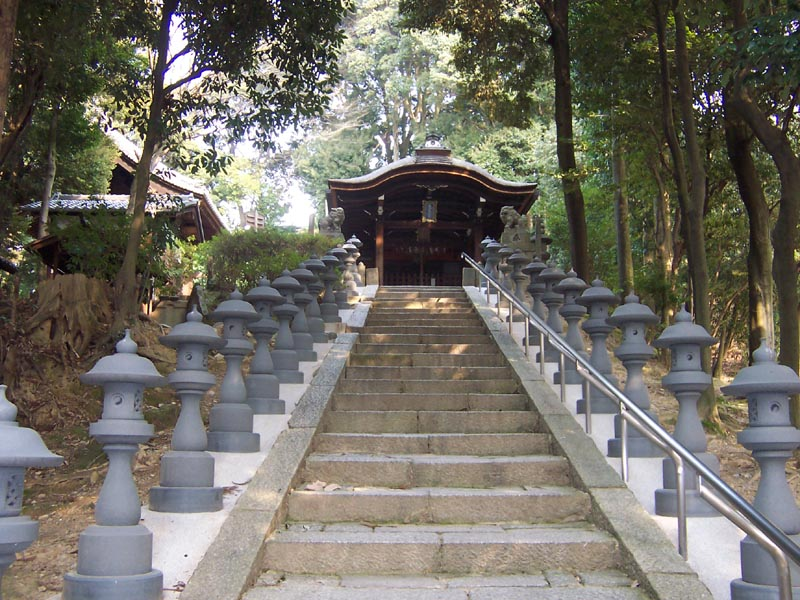